# 미우라 모토아키
미우라 모토아키(일본어: 三浦 基瑛, 1996년 5월 28일~)는 일본의 축구 선수이다.

## 구단 경력
그는 2019년 J3리그의 SC 사가미하라에 입단했다. 2020년 J3리그 준우승으로 J2리그로 승격했다. 2022년 츠바이겐 가나자와로 이적했다. 2024년 J3리그의 SC 사가미하라로 복귀했다.